# Мозес Чавула
Мо́зес Чаву́ла Лу́ба (англ. Moses Chavula Luba; нар. 8 червня 1985; Блантайр, Малаві) — колишніймалавійський футболіст, захисник національної збірної Малаві.

## Досягнення
- «МТЛ Уондерерз»
  - Чемпіон Прем'єр-дивізіону (1): 2006
  - Срібний призер Прем'єр-дивізіону (2): 2005, 2007
- «Наті Лайонз»
  - Срібний призер Другої ліги (1): 2009/10